# 蓬托贝尔
蓬托贝尔（法語：Pontaubert，法語發音：[pɔ̃tobɛʁ]）是法国勃艮第-弗朗什-孔泰大区约讷省的一个市镇，属于阿瓦隆区。

## 地理
蓬托贝尔（47°29'22"N, 3°51'33"E）面积3.91 平方千米，位于法国勃艮第-弗朗什-孔泰大區约讷省，该省份为法国中北部内陆省份，西接卢瓦雷省，西北接塞纳-马恩省，南至涅夫勒省，东临科多尔省，东北与奥布省接壤。
与蓬托贝尔接壤的市镇（或旧市镇、城区）包括：阿内奥、阿瓦隆、沃德吕尼。

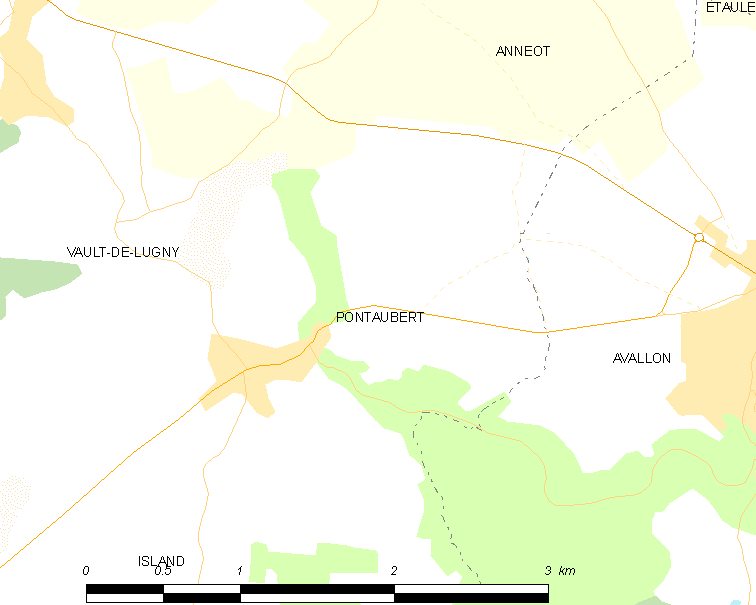
蓬托贝尔的OSM定位图

蓬托贝尔的时区为UTC+01:00、UTC+02:00（夏令时）。

## 行政
蓬托贝尔的邮政编码为89200，INSEE市镇编码为89306。

## 政治
蓬托贝尔所属的省级选区为阿瓦隆县。

## 人口

1962-2008年间蓬托贝尔人口变化图示

蓬托贝尔于2022年1月1日时的人口数量为361人。